# International Karate
International Karate è un picchiaduro a incontri di karate, simile al precedente The Way of the Exploding Fist, creato e pubblicato dalla System 3 per diversi home computer. Di queste versioni, l'edizione del 1986 per Commodore 64 e Atari 8-bit, creata da Archer MacLean con le musiche di Rob Hubbard, ebbero un enorme successo. Benché concettualmente identica, la versione per ZX Spectrum, creata da un team di realizzazione differente e pubblicato alcuni mesi dopo nel novembre 1985, si dimostrò qualitativamente inferiore.
La Epyx acquisì la licenza del videogioco e pubblicò le versioni per Commodore 64 e Atari negli Stati Uniti con il titolo World Karate Championship nell'aprile 1986. A eccezione di una nuova schermata di caricamento, la versione americana del videogioco rimase immutata.
International Karate +, successore del videogioco con tre contendenti in simultanea, fu pubblicato nel 1987.